# ГЕС Інга I
ГЕС Інга I — гідроелектростанція на заході Демократичної Республіки Конго, споруджена на одній з найбільших річок світу Конго.
Для роботи електростанції лише незначну частину з гігантського обсягу води, що протікає в Конго, перед початком порогів Інга спрямували до прокладеного правобережжям дериваційного каналу довжиною 9 км. На його завершенні спорудили бетонну контрфорсну греблю, яка має висоту 52 метри, довжину 587 метрів та потребувала 245 тисяч м3 матеріалу.
Біля підніжжя греблі розташований машинний зал, який обладнали шістьма турбінами типу Френсіс потужністю по 59 МВт, котрі працюють при напорі у 50 метрів. Відпрацьована вода повертається в річку в нижній частині порогів Інга.
Поряд з Інга І у 1982 році спорудили ГЕС Інга II, яка використовує ту саму схему роботи. Крім того, існують плани щодо спорудження значно потужнішої ГЕС Інга III та найбільшої в світі гідроелектростанції Гранд-Інга.
Станом на початок 2010-х років Інга І та ІІ перебували в поганому технічному стані та могли видавати не більше чверті своєї потужності. З цієї причини розпочали масштабний проект їх реабілітації.